# Cyanoboletus pulverulentus
Cyanoboletus pulverulentus (Opat.), Gelardi, Vizzini & Simonini, 2014 è un fungo appartenente alla famiglia Boletaceae. È una specie priva di reticolo sul gambo e facilmente riconoscibile perché ogni sua parte al tatto vira intensamente e velocemente al blu.

## Descrizione della specie
Cappello
6-10 (13) cm di diametro, globoso, a forma circolare o sub-ellittica.
Cuticolanon separabile dal cappello, vellutata, liscia con tempo secco, di colore da ocra a bruno scuro, vira a blu-nerastra al tatto.
Margineregolare, a volte lobato e involuto, leggermente eccedente
Pori
Minuti, tondi, presto angolosi, giallo-verdastri, al tocco virano al blu.
Tubuli
Lunghi fino a 12 mm, adnati, giallo-verdastri, al tocco virano al blu.
Gambo
4-9 x 1,5–3 cm, piuttosto slanciato, liscio, raramente ventricoso, attenuato verso la base, talvolta radicante, di colore giallo nella parte alta, più scuro, concolore al cappello, nella parte mediana, biancastro verso la base, al tocco vira rapidamente al blu scuro.
Carne
Compatta, gialla, al taglio o al tocco vira rapidamente al blu, dopo circa 15 minuti diventa grigio-nerastra, con il tempo tende a tornare al giallo.
- Odore: fungino
- Sapore: dolce

Microscopia
Spore10-14 x 4-5,5 µm, fusiformi, olivacee al microscopio, color bruno in massa; ;
basiditetrasporici, claviformi, 45-55 x 8-12 µm.
cistidifusiformi, con granulazioni, 40-50 x 5-8 µm.

## Habitat
Il Cyanoboletus pulverulentus cresce sotto latifoglie e conifere, in estate-autunno.

## Commestibilità
Discreta, si presta bene ad essere consumato nel misto.

## Etimologia
Il nome deriva dal latino pulverulentus, pulverulento, pervia dell'aspetto del carpoforo.

## Sinonimi e binomi obsoleti
- Boletus pulverulentus Opat., Arch. Naturgesch. 2(1): 27 (1836)
- Xerocomus pulverulentus (Opat.) E.-J. Gilbert, Les Livres du Mycologue Tome I-IV, Tom. III: Les Bolets: 116 (1931)
- Tubiporus pulverulentus (Opat.) S. Imai, Trans. Mycol. Soc. Japan 8(3): 113 (1968)
- Boletus radicans sensu Rea (1922), auct.; fide Checklist of Basidiomycota of Great Britain and Ireland (2005)
- Boletus pulverulentus f. reticulatus Snell, E.A. Dick & Hesler, Mycologia 43(3): 362 (1951)
- Boletus pulverulentus f. reticulatipes Cetto, I Funghi dal Vero (Trento): 477 (1983)
- Boletus pulverulentus f. reticulatipes Cetto, Enzyklopädie der Pilze, Band 1: Leistlinge, Korallen, Porlinge, Röhrlinge, Kremplinge u.a. (München): 535 (1987)